# Opomyza leucopeza
Opomyza leucopeza är en tvåvingeart som beskrevs av Joseph Waltl 1837. Opomyza leucopeza ingår i släktet Opomyza och familjen gräsflugor.
Artens utbredningsområde är Tyskland. Inga underarter finns listade i Catalogue of Life.